# Denis Lavant
Denis Lavant (Neuilly-sur-Seine, 17 giugno 1961) è un attore francese.

## Biografia
Lavant esordisce al cinema nel 1982, recitando, nei primissimi anni di carriera, soprattutto in parti di poco spessore. Dall'incontro col regista Leos Carax nasce nel 1984 Boy Meets Girl, film che darà fama ad entrambi; il suo sodalizio con Carax prosegue con Rosso sangue (1986) e Gli amanti del Pont-Neuf (1991), la cui lavorazione si protrae per circa due anni, anche a causa di un grave infortunio al ginocchio che l'attore aveva rimediato durante le riprese.
Negli anni seguenti prende parte a film come Beau Travail di Claire Denis e Tuvalu, entrambi nel 1999, Luminal (2004) e Mister Lonely (2007), in cui ha interpretato Charlie Chaplin. Nel 2008 torna a recitare in un film diretto da Carax, a 17 anni di distanza dalla loro ultima collaborazione, in un episodio del film a episodi Tokyo!. Nel 2012 recita nuovamente in un lungometraggio di Carax, Holy Motors, ottenendo numerosi riconoscimenti, tra cui una candidatura al premio César per il migliore attore.

## Filmografia parziale

### Cinema
- I miserabili (Les Misérables), regia di Robert Hossein (1982)
- Prestami il rossetto (Coup de foudre), regia di Diane Kurys (1983)
- L'uomo ferito (L'Homme blessé), regia di Patrice Chéreau (1983)
- Viva la vita (Viva la vie), regia di Claude Lelouch (1984)
- Boy Meets Girl, regia di Leos Carax (1984)
- Tornare per rivivere (Partir, revenir), regia di Claude Lelouch (1985)
- Rosso sangue (Mauvais Sang), regia di Leos Carax (1986)
- Gli amanti del Pont-Neuf (Les Amants du Pont-Neuf), regia di Leos Carax (1991)
- Yasaengdongmul bohogu-yeok, regia di Kim Ki-duk (1997)
- Una vita alla rovescia (Le Monde à l'envers), regia di Rolando Colla (1998)
- Beau Travail, regia di Claire Denis (1999)
- Tuvalu, regia di Veit Helmer (1999)
- Luminal, regia di Andrea Vecchiato (2004)
- Una lunga domenica di passioni (Un long dimanche de fiançailles), regia di Jean-Pierre Jeunet (2004)
- Mister Lonely, regia di Harmony Korine (2007)
- Merde, episodio di Tokyo!, regia di Leos Carax (2008)
- Püha Tõnu kiusamine, regia Veiko Õunpuu (2009)
- Io sono con te, regia di Guido Chiesa (2010)
- My Little Princess, regia di Eva Ionesco (2011)
- Holy Motors, regia di Leos Carax (2012)
- Michael Kohlhaas, regia di Arnaud des Pallières (2013)
- Xīyóu, regia di Tsai Ming-liang (2014)
- Vingt et une nuits avec Pattie, regia di Arnaud e Jean-Marie Larrieu (2015)
- Eva no duerme, regia di Pablo Aguero (2015)
- La notte ha divorato il mondo (La nuit a dévoré le monde), regia di Dominique Rocher (2018)
- 3 Tage in Quiberon, regia di Emily Atef (2018)
- The Mountain, regia di Rick Alverson (2018)
- Un peuple et son roi, regia di Pierre Schoeller (2018)
- The Bra - Il reggipetto (The Bra), regia di Veit Helmer (2018)
- L'Empereur de Paris, regia di Jean-François Richet (2018)
- Gagarine - Proteggi ciò che ami (Gagarine), regia di Fanny Liatard e Jérémy Trouilh (2020)
- La Nuit des rois, regia di Philippe Lacôte (2020)
- Pattini d'argento (Serebrjanye kon'ki), regia di Michail Lokšin (2020)
- Tralala, regia di Arnaud e Jean-Marie Larrieu (2021)

### Televisione
- Les Enquêtes du commissaire Maigret – serie TV, episodi 1x82 (1988)
- Little Murders by Agatha Christie (Les Petits Meurtres d'Agatha Christie) – serie TV, episodio 1x01 (2009)
- Midnattssol – serie TV, episodi 1x01-1x15 (2016)

### Videoclip
- Marcia Baïla – Les Rita Mitsouko (1984)
- Rabbit in Your Headlights – Unkle feat. Thom Yorke (1998)

## Doppiatori italiani
- Gianni Bersanetti in Rosso sangue
- Franco Ricordi in Gli amanti del Pont-Neuf
- Massimo Rinaldi in Una lunga domenica di passioni
- Alberto Olivero in Holy Motors
- Mario Scarabelli in Gagarine - Proteggi ciò che ami
- Oliviero Corbetta in Pattini d'argento

## Riconoscimenti

### Premi cinematografici
- Premi César
  - 2013 – Candidatura al migliore attore per Holy Motors
- European Film Awards
  - 1992 – Candidatura al miglior attore per Gli amanti del Pont-Neuf
- Boston Society of Film Critics Awards
  - 2012 – Candidatura al miglior attore per Holy Motors
- Central Ohio Film Critics Association Awards
  - 2012 – Candidatura al miglior attore per Holy Motors
- Chicago Film Critics Association Awards
  - 2012 – Candidatura al miglior attore per Holy Motors
- Los Angeles Film Critics Association Awards
  - 2012 – Candidatura al miglior attore per Holy Motors
- National Society of Film Critics Awards
  - 2013 – Candidatura al miglior attore per Holy Motors
- New York Film Critics Circle Awards
  - 2012 – Candidatura al miglior attore protagonista per Holy Motors